# Miladin Milojčić
Miladin Milojčić, bosansko-hercegovski general, * 26. marec 1958.
Bil je načelnik Združenega štaba Oboroženih sil Bosne in Hercegovine.